# 刑事訴訟
刑事訴訟（英語：Criminal procedure），泛指針對刑事案件之司法程序，包括偵查、起訴、审判與執行等作為，其主要規範於刑事訴訟法內；而一般刑事程序法除規範刑事訴訟相關程序外，尚包括刑事法庭的組成。刑事訴訟法可能是成文法典，抑或以判例累積形成的規則。
刑事訴訟之目的，在於確保刑罰權正確行使，具有以下兩個核心要旨：發見真實、公平正當的追訴程序（保障人權）。然而，此二者常為互相衝突，故法律規範往往擺盪於兩者之間，試圖找到平衡點。舉例而言，為了證明被告確實犯下罪行，刑事訴訟法賦予偵查機關對人民施以強制處分；但若毫無限制又將損及人民基本權利，因此，如何拿捏兩者之間的分寸，正是刑事訴訟法的規範精髓，更是刑事法學界向來的爭論焦點。
刑事訴訟法作為廣義上的公法，其所隱含的宪法價值秩序即有作為規範基準的作用。從另一個角度來說，由於刑事訴訟程序往往對人民權利重大干預，因此，該如何從憲法角度衡量程序之合法性、合適性，使得刑事訴訟法的規範與解釋成為憲法權利保障的規範實踐，實乃一大哉問，學說上便有將刑事訴訟法稱為「憲法的測震儀」。
|                  | 一個國家的刑事訴訟法，理論上，不該因為每個人的高矮胖瘦、性別傾向、貧富差距而有差別，同樣的，罪行是否重大，也無礙於司法機關必須恪守該有的程序。 |
| ——鄭捷的辯護律師 | |

## 組織

### 訴訟主體
現代，刑事訴訟採辯論主義，刑事訴訟法上的訴訟主體為法院、被告與檢察官，其中被告可受辩护人協助為訴訟上之防禦行為；此一審、檢、辯之三方關係，成為刑事訴訟的「三面關係」。
法院作為裁判者，應秉持公平、公正與客觀的精神，依職權或依兩造當事人提出的證據，在經驗法則與論理法則的前提之下，正確適用法條並作成裁判；檢察官追訴犯罪，依法應為犯罪偵查與起訴，以及裁判後之執行；辯護人則本於訴訟武器平等原則，提供被告實質有效的辩护，確保被告在刑事程序中受到公平审判。
另外，在二元制度下，除了「公訴」外尚有「自訴」制度，即犯罪被害人除了可以向檢察官提出告訴之外，亦得自行向法院為起訴；此時，自訴人即為訴訟上的「原告」角色，負擔原屬檢察官的犯罪舉證責任。

### 訴訟關係人
訴訟程序當中，非屬当事人的訴訟參與者，稱作訴訟關係人，包括證人、鑑定人、告訴人、犯罪被害人及告訴或自訴代理人等等；這些人在訴訟中也享有一定權利或負擔一定義務，但不會受到裁判效力的羈束。

### 法院組織
一般的刑事訴訟程序，至少會有三位法官負責進行審理，其中一人為審判長，負責指揮訴訟進行；一人為主審法官（或稱受命法官），為案件的主要審理者；另一人則為陪席法官，僅為協助案件審理之用。在一些特別法庭或審級較高的法庭，則可能出現五位、甚至是多達十位以上的法官。
刑事訴訟中的一些特殊程序，如準備程序、簡易程序、認罪協商等，因其性質本屬簡化程序，故僅有一名主審法官。
而在陪审制或參審制下，部分適用陪（參）審的案件會由公民組成陪審團，與職業法官一同參與判決評議。
當法官與兩造當事人有利害關係存在，或顯有偏頗之虞時，刑事訴訟法通常會賦予訴訟當事人聲請「法官迴避」的權利。

### 審判權與管轄權
審判權是指一個國家或地區對案件是否有審理並為裁判的權力，是司法主權的展現；管轄權則是指一個地區內，不同法院間對於案件審理的事務分配。審判權是管轄權的先決條件；假使無審判權存在，則遑論有否管轄權。
刑事案件經常引發審判權的爭議，特別是跨境案件。由於審判權具有主權的象徵意涵，因此需透過引渡協議、司法互助等外交手段協商解決。
再者，審判權的有無，乃取決於具體法律規定，為了彰顯主權常採取寬鬆界定，包括普遍的「屬地主義」（犯罪地點）、「屬人主義」（犯罪行為人的國籍）和「世界主義」（走私、海盗、販運毒品等重大罪行）；有的甚至會擴張到補充性的「被害人國籍主義」。

## 程序
刑事程序指的是審判前檢察官或司法警察的偵查階段、審判中法院的審判階段，以及裁判後的執行階段。

### 偵查階段
偵查階段的主體通常為檢察官，但在「雙偵查主體」制度下（如日本），司法警察有時亦為偵查主體。偵查階段，檢察官或司法警察得違反犯罪嫌疑人之意願，施以各項「強制處分」，包括傳喚、拘留、逮捕、限制出境及身體檢查等；但限制涉及「人身自由」與「隐私权」的搜索、扣押和羈押處分，則必須依據法官保留原則，由法院決定是否發動。被告或犯罪嫌疑人可以進行相應的防禦行為，包括委請律師辩护的辯護權、要求閱覽卷證資料的閱卷權，以及基於不自證己罪原則所衍生的緘默權。如果檢察官或司法警察違法取證，被告可以在訴訟中主張該證據不得作為判決的依據。
在美国和英国，人民被政府機關拘禁時有權向法院聲請「人身保護令」，由法院審查是否應拘禁。
《中華民國憲法》第8條規定人民若被警察或司法機關逮捕拘禁，必需在24小時內移送法院審問。
在有預審制度下，有「預審法官」進行強制處分的審查及部分的偵查行為。
如果檢察官有充分理由認為被告有罪，就必須向法院起訴，此時案件就會進入審理階段。但如果檢察官認為被告嫌疑不足以認定有罪，或是被告之犯罪情節輕微，可以選擇不起訴或緩起訴。

### 審判階段
審判階段的主體是法院，而不再是檢察官。審判中，檢察官的職責在於證明被告有罪，負有實質舉證責任；被告與辩护人則可以行使防禦權，要求「對質詰問」或「聲請調查證據」以提出反證。法院為發現真實，可以傳喚證人作證，也可以選任鑑定人進行「鑑定」。
刑事訴訟通常採言詞審理主義，也就是法院不得未開庭審理就直接判決（除非是不涉及實體判決的程序事項，例如移轉管轄權）；亦不得在被告未到場的情況下，就逕行予以判決。此與民事诉讼可以進行「一造辯論」的規定不同。
在陪审制或參審制下，刑事案件的審理包含陪審團的詢問，審判長負責指揮訴訟進行；判決時，也會由陪審團依共識決或多數決決定被告是否有罪，再由法官裁量刑度。
審判程序通常會經歷兩個階段，一為準備程序，這個階段通常只會有一名受命法官，進行證據調查與爭點整理，也就是整理雙方的爭執事項和證據的使用；等準備程序結束後，才會進入審判程序，進行言詞辯論。在起訴狀一本主義下，在準備程序會有「證據開示程序」，由雙方當事人聲請，經證據辯論後由法院決定哪些證據必需開示。
如果法院認為辯論已告一段落，可以裁定辯論終結，並擇日宣判。原則上，兩造雙方必須在審判程序終結前提出主張事實和證據，不能等到言詞辯論結束後才提出。

### 上訴階段
基於「有权利恆有救濟」的原則，刑事訴訟一般至少有一次上訴機會。被告或檢察官必須在一定期間內向上級法院提出上訴；除非上訴程式不合法、或是完全沒有提出上訴理由，否則，上級法院必須再行審判，不可以未經審理直接駁回。
必須注意的是，上級法院有事實審與法律審之分；一般而言，最高法院都是法律審，並不會就案件事實重行調查，而是只就法律爭議審理；如果法院認為前審認定事實有誤，不會直接判決，而是會發回原審法院重新審理。
一旦判決確定，就會對個案產生最終的拘束力，稱為「既判力」。如果是有罪判決、或是無罪判決但宣告保安處分的案件，就會進到執行階段。

### 執行階段
執行階段的主體並非法院，通常是行政机关或檢察官。一般執行刑罰包括沒收、罰金、拘役、徒刑和死刑；沒收和罰金由檢察官直接指揮執行，徒刑則會指定日期發交入監，死刑則通常會先收押至監獄或看守所，待司法首長或國家元首簽署執行令後再執行。
一般對於執行徒刑的受刑人皆有假释制度，使其提早適應回歸社會。在台灣，得易科罰金案件則由執行檢察官決定是否易科罰金，或是直接執行徒刑或拘役。

## 原則

### 控訴制度
又稱審檢分立，意指偵查與审判的概念分別獨立，檢察官負責犯罪的偵查、起訴和論告，法院則就兩造提出的證據與主張釐清事實，並作出裁判。古代东亚與歐洲封建王朝所採行的審判制度為糾問式訴訟，裁判官往往兼負追訴犯罪的職責，形成「球員兼裁判」的狀況；但此種方式對被告而言並不公平，故現代國家多採控訴制度，將審判與偵查分離。
現今世界普遍分為以下兩種刑事審判體系：
- 職權進行主義

大陸法系多採此種制度，刑事審判的進行由法院主導，在證據調查方面，除了根據兩造雙方提出的證據外，法院可以基於發現真實的目的，依職權主動調查證據。
- 當事人進行主義

英美法系多採此種制度，刑事訴訟的程序由雙方当事人主導進行，法院僅基於中立角色指揮訴訟；基於不告不理原則，法院僅根據雙方提出之證據而為裁判，不得主動調查證據，以免有違公平審理。
控訴制度又衍生出不告不理原則，在當事人主義指的是法院不能擅自審理、調查兩造所未主張之事實；在職權主義則是指法院不能審理當事人請求以外之事項，否則即會構成訴外裁判。兩者差異在於，如果是起訴狀內未記載、但與本案事實具有同一性的部分，在當事人主義的理解下，由於非當事人所提即之事項，因此法院不得為審理；至於職權主義下，只要未溢出同一案件的範圍，法院即得基於職權主動審理。

### 無罪推定原則
無罪推定是整個刑事訴訟程序之核心，被告在被證明有罪以前，必須推定其無罪。基於此原則，檢察官負有舉證責任以證明被告確實有犯罪；倘若檢察官無法使法官達到超越合理懷疑的程度，即應判處無罪。

### 不自證己罪原則
在美國法上被稱為「不自證己罪特權」（Privilege against Self-incrimination），指被告沒有義務證明自己有罪，國家不能要求被告積極配合刑事追訴，否則即與公平審判精神相違背。其主要體現於被告的緘默權。

### 公開審理原則
刑事審判必需公開，以確保審判權的正確行使。但涉及性犯罪和青少年犯罪等案件，基於保護被害人與未成年人的目的，則例外不公開。

### 證據裁判原則
證據裁判主義是現代訴訟的核心基礎，法院必需根據兩造提供的證據，或自為調查之證據而為裁判，不得在無證據的情形下將被告定罪。刑事訴訟程序中的證據法則至為重要，證據必需合法取得，且具有「證據能力」者，才能作為判決依據使用。而證據法則之下，又衍生諸多子原則：
1. 證據排除法則：指違法取得的證據不得作為法庭上的證據使用。
2. 自白法則：指被告的自白如果不是出於自由意志，例如遭刑求、詐欺、胁迫或疲勞訊問所取得之自白，即不具證據能力。
3. 傳聞法則：传闻证据原則上不得作為證據使用，但傳聞法則多探討的是傳聞證據得獲致使用之例外情形。

### 罪疑唯輕原則
此乃兼具實體法與程序法的概念，指在證據不足的情形，如果法院對於犯罪事實形成合理懷疑，僅能為有利被告的認定。

### 一事不再理原則
一事不再理，又可稱為一罪不二罰，是指針對行為人同一犯罪行為僅能實施一次刑罚，如果先前已經就同一案件的事實為审判者，該案判決即產生既判力，不得就同一犯行再為審判。

## 腳註

### 引註資料
1. ↑  林鈺雄. .  八版. 台北市: 新學林出版. 2017年9月: 16–17.
2. ↑  胡慕情. . 端傳媒. 台北. 2016-10-25  [2019-04-23]. （原始内容存档于2016-10-27） （中文（臺灣））.

## 延伸閲讀
- Israel, Jerold H.; Kamisar, Yale; LaFave, Wayne R. . St. Paul, MN: West Publishing. 2003. ISBN 0-314-14669-5.

## 外部連結
- Лыкошин А. С. . . St. Petersburg. 1890–1907. （俄文）
- Le service public de l'accès au droit : Légifrance （页面存档备份，存于） （法文）
- Site consacré à la procédure pénale : Le droit criminel - Droit pénal - Procédure pénale （页面存档备份，存于） （法文）